# 한커우시
한커우시(중국어: 漢口市)는 중화민국 대륙 시기에 설치한 12개 직할시 중 하나이다. 한커우는 중국 중부의 육상 및 해상 운송의 요충지에 위치해 당시 최대 내륙 상업 항구였다. 

## 역사
1926년 9월, 우한 특별시가 설립되었다. 1929년 6월에는 행정원 직속의 한커우 특별시로 변경되었다. 1930년 7월, 성시가 되어 후베이성 정부 직속으로 편입되었다. 1940년, 왕징웨이 정권은 한커우 특별시를 설립했다. 1943년 10월 19일, 왕징웨이 정권은 한커우시를 후베이성에 병합했다. 1943년 한커우시는 중화민국 헹정원 산하 12개 직할시 중 하나가 되었다.
1949년 5월 16일 중국 인민해방군이 한커우시에 진입, 17일에는 우한의 3개 도시를 완전히 점령했으며, 24일에는 한커우시가 우창시 및 한양현의 도시 지역과 함께 새로운 우한시가 되었다.